# Tom y Jerry: El anillo mágico
Tom y Jerry: El anillo mágico (originalmente en inglés: Tom and Jerry: The Magic Ring) es una película animada estadounidense de fantasía y comedia de 2002. Protagonizada por los personajes de Tom y Jerry. La película es producida por Warner Bros. Animation (Siendo la primera producción de Tom y Jerry en ser realizada por esa compañía) y Turner Entertainment Co., y que fue la primera película en ser hecha directamente para vídeo en un intento de recuperar el estilo de los cortometrajes originales de William Hanna y Joseph Barbera de Metro-Goldwyn-Mayer. Así como la colaboración animada final de Hanna y Barbera, ya que Hanna murió el 22 de marzo de 2001. La película terminada fue dedicada a él.
La película originalmente se estrenó para diciembre de 2001, pero en su lugar se lanzó el 12 de marzo de 2002 tanto en VHS como en DVD (casi un año después de la muerte de Hanna) debido a una vista previa de la película que se encuentra en algunos DVD de Warner Home Video, incluidos los lanzamientos en DVD de los especiales de Scooby-Doo y las películas directas a video. También se hizo un videojuego de Game Boy Advance basado en la película.

## Argumento
Dentro de una mansión embrujada y de aspecto espeluznante, Tom persigue a Jerry como de costumbre mientras rompe todo en el proceso. Mientras tanto, en el sótano, el dueño de Tom, un mago llamado Chip, intenta hacer una poción mágica usando su anillo mágico hasta que se da cuenta de que no funciona. Chip revisa el cartón de leche que usó en la poción, pero no hay sustituto para la leche de una vaca que vive en Calcuta.
Más tarde, Tom cae al sótano y Chip le ordena que guarde su anillo mágico mientras él va a Calcuta a ordeñar la vaca. Si Tom hace un buen trabajo, será recompensado con un gran salmón jugoso. Pero si no lo hace, "habrá un gato menos dando lata en este mundo", lo que significa que Tom será expulsado de la mansión para siempre. Chip luego se va a Calcuta usando su motocicleta mágica, dejando a Tom a cargo de proteger el anillo en el sótano. Desconocido para Tom, un Jerry interesado encuentra el anillo mientras sube a la mesa y se lo pone en la cabeza, usándolo como una corona. Pero luego descubre que el anillo queda atascado en su cabeza. Jerry sale corriendo de la mansión en dirección a la ciudad, y Tom intenta frenéticamente encontrarlo para que pueda recuperar el anillo.
Después de perder a Tom, Jerry intenta quitarse el anillo yendo a una joyería propiedad de un cortador de diamantes. Sin embargo, la tienda está cerrada ya que el propietario se fue a almorzar. Tom se cuela en la tienda y se disfraza de trabajador usando su cola como bigote e intentando ayudar a Jerry a quitarse el anillo, pero fue en vano. Él revela su verdadera identidad. Tom luego destruye la tienda (luego de tanto perseguir a Jerry) y termina siendo descubierto por el dueño enfurecido.
Después, Jerry se escapa a una casa de adivinación propiedad de un perro amarillo y Droopy. Después de ver cuán hermoso se ve el anillo e incluir el hecho de que Jerry quiere que lo retiren, el perro intenta hacerlo, pero también falla. Jerry ve al psíquico Droopy, donde le predice su futuro con su bola de cristal hasta que se va a tomar el té. Jerry sale corriendo con el perro amarillo persiguiéndolo también (Luego de que Jerry usara la magia del anillo para meterlo a la bola de cristal de Droopy). Pronto, termina en un callejón donde un gato callejero nombrado como Butch está tomando una siesta. Se despierta y trata de agarrar a Jerry para su cena. Tom agarra con éxito a Jerry a tiempo y, al golpear el anillo en su cabeza, hace que varios objetos aleatorios caigan sobre el horrorizado Butch. El perro amarillo luego viene y puede quitarle el anillo de la cabeza a Jerry después de que Jerry muerde las manos de Tom, haciendo que lo enviara volando hacia el perro. Tom y Butch persiguen al perro y luego terminan girando y rodando hacia Jerry, pero el anillo queda nuevamente atrapado en la cabeza de Jerry. Cuando Tom huye de Butch y el perro amarillo, toma un atajo para perderlos de vista hasta que accidentalmente se desliza sobre una cáscara de plátano, que luego el anillo de Jerry aumenta el tamaño; Tom vuelve a resbalar y se estrella hacia la puerta de una tienda de mascotas, dejándolo inconsciente.
Una amable anciana sale y trae a los dos adentro. La tienda de mascotas está llena de animales de todo el mundo y la anciana los pone en dos jaulas separadas. Sin embargo, Tom es colocado accidentalmente en una jaula con Spike y su hijo Tyke. Mientras que Jerry se queda en otra jaula con dos ratones llamados Freddie y Joey, que intimidan a un ratón más joven, lindo y tonto llamado Nibbles. Al principio, Jerry no tiene éxito al tratar de evitar que los ratones matones lastimen a Nibbles hasta que usa el anillo para convertirlos en trozos de queso. Cuando los ratones de queso escapan de la jaula y Nibbles no logra alcanzarlos, ya que tiene la intención de comerlos, Jerry usa el anillo para hacer que Nibbles se convierta en un ratón gigante capaz de liberarse de la jaula a medida que crece y se pone al día con los ratones de queso mientras escapan de la tienda. 
Un niño sin nombre junto con su madre vienen y compran a Jerry como su mascota con la que el niño juega con Jerry como un avión. Hasta que el anillo de Jerry produce magia, derritiendo a Tom. Escapándose de la jaula, Tom sale a hurtadillas y arrebata a Jerry de las manos del niño. El niño molesto se lo dice a su madre, a lo que ella se lo dice a un oficial de policía y este envía autos de policía después del dúo. El perro amarillo y Butch, junto a Spike y Tyke (Que también escapan de la tienda de mascotas) también encuentran y persiguen a Tom, causando una enorme persecución por toda la ciudad. Tom y Jerry escapan montando un autobús conducido por Droopy, pero él se detiene y da marcha atrás, causando que Tom y Jerry entren en pánico. 
Los demás se pierden hasta que el niño encuentra a Tom y silba, haciendo que el dúo termine acorralado en un callejón sin salida. Jerry usa el anillo mágico para congelar los perros, Butch y los autos de policía. Ahora a salvo, Tom y Jerry regresan a la mansión donde Tom intenta una vez más quitar el anillo, pero falla en cada intento. Jerry se esconde en un armario de la cocina y usa un extractor de anillos para muebles para quitar el anillo antes de tirarlo en el sótano. Tom recibe el anillo, pero para su horror, se atasca firmemente en su dedo.
Al escuchar venir a Chip, Tom intenta quitarse el anillo, pero fue en vano. Tom intenta engañar a Chip para que piense que Tom ha hecho un buen trabajo protegiendo su anillo, pero falla cuando Chip descubre el anillo en el dedo de Tom. Pensando que Tom robó su anillo, un Chip enojado echa a Tom fuera de su mansión en la que el anillo cae inmediatamente del dedo de Tom. Después de esto, el anillo descongela a Butch, el perro amarillo, Spike, Tyke y los autos de policía y nuevamente persiguen a Tom hacia el atardecer junto con el gran Nibbles que aún persigue a Freddie y Joey convertidos en queso. 
La película termina con Jerry recibiendo el salmón de Chip al que luego lo convierte en queso usando el poder del anillo, y él disfruta el queso.
- Datos: Q638883
- Multimedia: Tom and Jerry: The Magic Ring / Q638883